# Paul Murphy (Politiker, 1983)

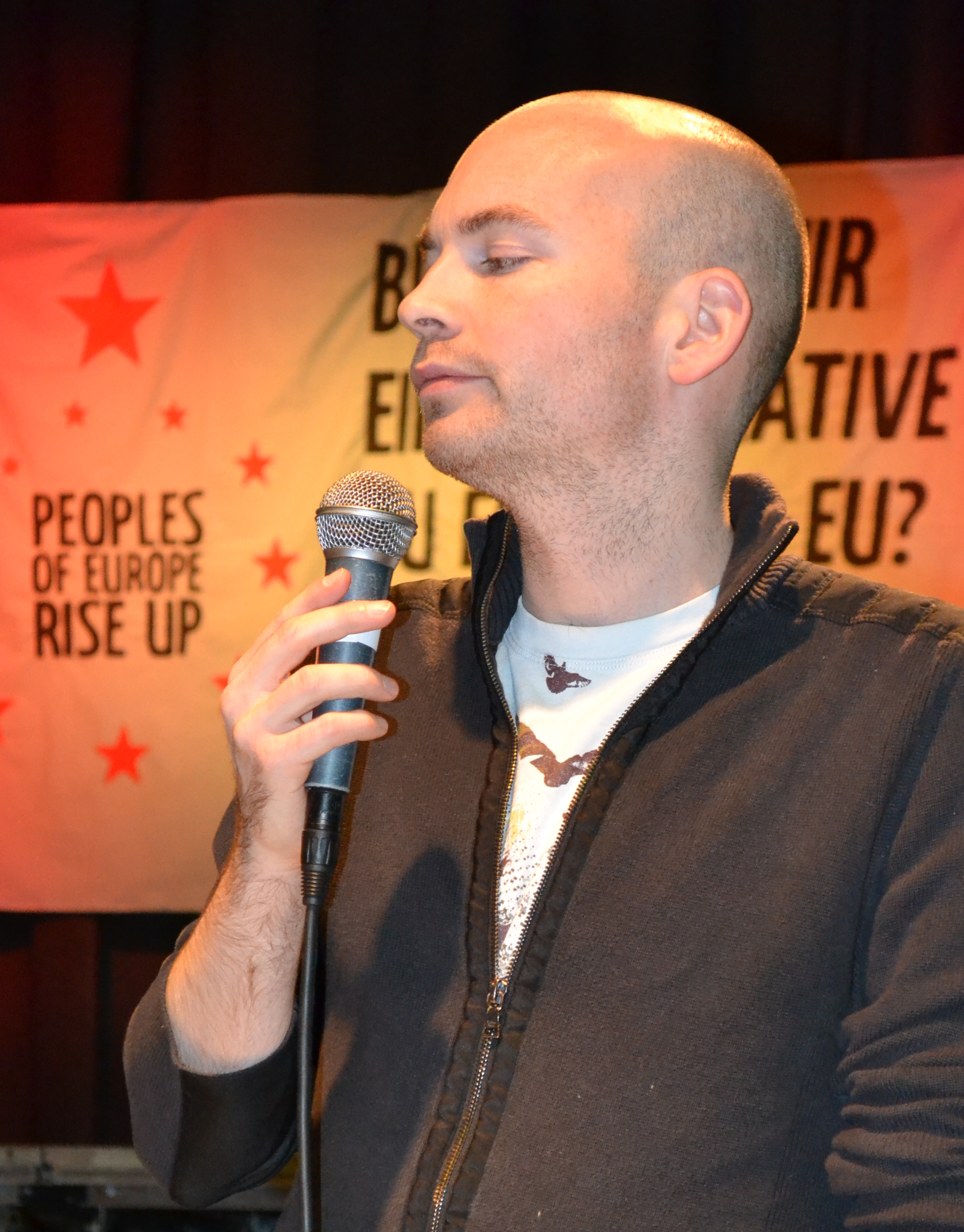
Paul Murphy (2013)

Paul Murphy (* 13. April 1983 in Dublin) ist ein irischer Politiker und seit März 2021 Mitglied der sozialistischen Partei People Before Profit.
Murphy erwarb am University College Dublin den Titel des Bachelors in Zivilrecht. 2001 wurde er Mitglied des leitenden Ausschusses der Socialist Party, 2010 wurde er dort Mitglied des Vorstands.
Murphy war von 2009 bis 2011 Assistent des Europaparlamentariers Joe Higgins. Nach seinem Ausscheiden übernahm Murphy zum 1. April 2011 das Mandat im Europaparlament.
2014 wurde Murphy mit 27 Prozent der Stimmen im Stimmbezirk Dublin South West als dritter Abgeordneter der Socialist Party ins irische Parlament gewählt. Bei den Wahlen 2016, 2020 und 2024 wurde er wiedergewählt.

## Sonstiges
Aufgrund seiner Herkunft und Erziehung wurde er von Kritikern als „Champagner-Sozialist“ bezeichnet, der mit einem „silbernen Löffel im Mund“ zur Welt gekommen sei.
Paul Murphy ist ein Absolvent der in Clonskeagh gelegenen Deutschen Schule Dublin (St. Kilian's  German School). Die Schule bildet einen Teil des sogenannten Eurocampus in dem südlichen Vorort von Dublin.